# أبو طايش

أبو طايش عزبة تابعة لقرية الزوامل البحرية بالوحدة المحلية لقرية أبودراز، التابعة لمركز فوة
، التابع لمحافظة كفر الشيخ في جمهورية مصر العربية.